# Curitiba Challenger 2016
Il Curitiba Challenger 2016 è stato un torneo maschile di tennis professionistico giocato sulla terra rossa. È stata la 1ª edizione del torneo, facente parte della categoria ATP Challenger Tour nell'ambito dell'ATP Challenger Tour 2016. Si è giocato al Graciosa Country Club di Curitiba, in Brasile, dal 29 agosto al 4 settembre 2016.

## Partecipanti

### Teste di serie
| Nazionalità | Giocatore             | Ranking* | Testa di serie |
| ----------- | --------------------- | -------- | -------------- |
| Brasile     | João Souza            | 119      | 1              |
| Argentina   | Nicolás Kicker        | 134      | 2              |
| Spagna      | Rubén Ramírez Hidalgo | 148      | 3              |
| Cile        | Gonzalo Lama          | 172      | 4              |
| Argentina   | Facundo Argüello      | 196      | 5              |
| Spagna      | Pere Riba Madrid      | 204      | 6              |
| Brasile     | André Ghem            | 248      | 7              |
| Argentina   | Agustín Velotti       | 257      | 8              |

* Ranking al 22 agosto 2016.

### Altri partecipanti
I seguenti giocatori hanno ricevuto una wild card per il tabellone principale:
- Igor Marcondes
- Rafael Camilo
- Fernando Yamacita
- Eduardo Russi Assumpção

I seguenti giocatori sono passati dalle qualificazioni:
- Gianni Mina
- Caio Silva
- Fabrício Neis
- Oscar José Gutierrez

## Campioni

### Singolare
Agustín Velotti ha sconfitto in finale  André Ghem con il punteggio di 6–0, 6–4.

### Doppio
Rubén Ramírez Hidalgo /  Pere Riba Madrid hanno sconfitto in finale  André Ghem /  Fabrício Neis con il punteggio di 6(3)–7, 6–4, [10–7].